# Європейський вплив в Афганістані
Європейський вплив в Афганістані — це політичний, соціальний і здебільшого імперіалістичний вплив ряду європейських країн на історичний розвиток Афганістану.

## Історія
Поступальне, протягом перших трьох чвертей XIX століття, просування Росії на Кавказ і Туркестан змусило Англію звернути увагу на Афганістан, в той час ще відокремлений від її індійських володінь обширною територією сикхських та синдських володінь. В міру наближення російських військ до кордонів Афганістану, військове значення Туреччини і Персії поступово падало в очах англійців, і натомість цього ставало важливим значення Афганістану, що став єдиним бар'єром, який відділяв російські володіння від кордонів Індії. Звідси думка про підпорядкування Афганістану або, принаймні, про міцний з ним союзі, стала обов'язковим елементом всіх міркувань англійців, що стосувалися оборони їх індійських володінь.
Але причиною, що змусила Англію вже в 1808 році вступити у відносини з Афганістаном, була ні експансія Росії на південь, а плани Наполеона по захопленню Британської Індії. В 1807 році був підписаний франко-іранський союз, що дозволяла Франції провести через Іран свої війська з метою захоплення Індії, тому Ост-Індській компанії довелося приймати відповідні дії. Так як Афганістан був північними воротами до Індії, було вирішено відправити туди посольство.
Як і в 1-у англо-афганську війну 1838–1842 років, англійці почали вторгнення в Афганістан внаслідок невдоволення його політичною орієнтацією на Росію. В 1878–1879 роках англо-індійські війська під командуванням генерал-майора Фредеріка Робертса, розгромивши у кількох селищах афганців, захопили Джелалабад, Кандагар і Кабул. Зазнавши поразки, емір Шир-Алі, залишивши владу своєму синові Мухаммед Якуб-хан  куб-хану, та втік до 1878 року в російські володіння.
Наприкінці XIX і на початку XX століття британці прагнули використовувати Афганістан як буферну зону між Британською Індією та Російською імперією. У результаті довільної демаркації була створена т. зв. лінія Дюранда з метою розділити пуштунські території вздовж кордону Афганістану і Пакистану. Загальний ефект від штучно створеного кордону привів до накалюванню ситуації і до негативного ставлення з боку пуштунських племен до своїх сусідів. Ця політика Британії (розділяй і володарюй), призвела до посилення антиколоніальних настроїв у районах проживання пуштунських племен, і вони, в результаті, стали прагнути до незалежності і свободи від британського правління.
21 лютого 1919 року на емірський престол в Афганістані зійшов Аманулла-хан. Підтримуваний армією і радикальною партією «младоафганців», він оголосив про ліквідацію політичної залежності країни від Англії. 3 травня англо-індійська армія вторглася в країну на Хайберському, Вазиристанському і Кандагарському напрямку, у відповідь Аманулла-хан оголосив їм джихад. Але п'ятидесятитисячна афганська армія не змогла зупинити їх наступ, і вже 5 травня була змушена відмовитися від активних дій. Тільки наступного дня в Кабулі отримали ноту Великої Британії з офіційним оголошенням війни. Англійські літаки завдали бомбових ударів по Джелалабаду і Кабулу. Прикордонні афганські племена підняли повстання проти англійців, і в цей же час в Індії посилився національно-визвольний рух. 3 червня було укладено перемир'я між англійськими і афганськими військами. 8 серпня 1919 року в Равалпінді (Британська Індія) був підписаний прелімінарний мирний договір Великої Британії з Афганістаном, по яким останньому давалася незалежність у зовнішній політиці.
Під час Першої світової війни, афганський уряд зв'язався з Османською імперією і Німеччиною, через експедицію Нідермайєр -Хентінга, з метою приєднатися до Центральним державам від імені халіфа (турецький султан носив титул халіфа, тобто духовного лідера всіх мусульман) і, таким чином, брати участь у Джихаді. Однак Насрулла-хан не підтримав зусиль уряду і не став втручатися в конфлікт.
Великий візир (прем'єр-міністр) Османської імперії Касим-Бей видав фірман від імені султана перською мовою. Він був адресований «жителям Пуштуністану». У ньому було сказано, що коли англійці будуть розбиті, «Його Величність Халіф, за погодженням з союзними державами, надає гарантію незалежності для єдиної держави Пуштуністан і буде надавати всіляку підтримку йому. Я не дозволю будь-якого іноземного втручання в країні Пуштуністан». Однак зусилля не увінчалися успіхом, і афганський емір Хабибулла-хан зберіг нейтралітет Афганістану протягом всієї Першої світової війни.
У ході Місії Криппса в 1942 році і Урядової місії в Індію в 1946 році, афганський уряд неодноразово намагався добитися того, щоб будь-які дискусії про незалежність Індії протікали за участю його представників. Британський уряд відмовився від участі афганців у переговорах, оскільки не хотів ставити під сумнів територіальну приналежність Північно-Західної прикордонної провінції.